# Пименов, Павел Степанович
Па́вел Степа́нович Пи́менов (1814—1860) — русский архитектор, академик Императорской Академии художеств.

## Биография
Сын скульптора С. С. Пименова. Учился в Императорской Академии художеств (1824–1830, 1832–1835). В 1824 году был принят в Академию художеств; в 1830 году уволен из Академии, по случаю введения новых штатов; в 1832 году принят вновь полупенсионером. Получил звание свободного художника (1835).
Состоял архитектором в Гоф-Интендантской конторе (с 1836), в Корпусе горных инженеров, Горном институте (1845—1850). В 1857 году получил звание академика.

## Проекты и постройки

### Санкт-Петербург
- Мариинская женская гимназия. Улица Ломоносова, 13 (1857–1858)[3];
- Мариинское женское училище. Загородный проспект, 13 — улица Ломоносова, 13х (1857–1858)[4];
- Производственные здания механического завода «Макферсона, Карра и Ко».

### Другие места
- гимназия в Каменец-Подольском.